# Flash Crash

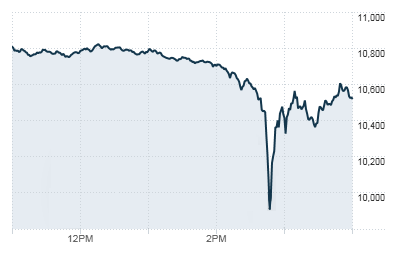
Grafico del DJIA il 6 maggio 2010 (tra le 11:00 e le 16:00 - EDT)

Il crollo del 6 maggio 2010 (detto anche Flash Crash) è stato un improvviso crollo dell'indice Dow Jones, della borsa valori di New York, avvenuto tra le 14:42 e le 15:07 ora locale.

## Descrizione dell'accaduto
La giornata di contrattazioni era stata negativamente influenzata da cattive notizie sul diffondersi della crisi greca nella zona euro e per tutta la mattina i listini delle borse americane avevano presentato segno meno. Alle 14:42 EDT del pomeriggio gli indici Dow Jones, S&P500 e Nasdaq hanno iniziato velocemente a perdere punti, arrivando a cedere oltre il 9% dal prezzo di chiusura del giorno precedente, per poi chiudere la seduta con perdite consistenti nell'ordine del 3% circa ma comunque lontane dai minimi toccati pochi minuti prima.

### Le fasi del Crash
Come afferma il rapporto ufficiale della Securities and Exchange Commission (SEC) e della Commodity Futures Trading Commission (CFTC) gli eventi del 6 maggio possono essere suddivisi in 5 fasi:
- Durante la prima fase, dall'apertura fino alle 14:32 (EDT), i principali listini globali cedono circa il 3%;
- Nella seconda fase, dalle 14:32 fino alle 14:41 (EDT), i mercati azionari iniziano un ulteriore ribasso, scendendo di un altro 1-2%;
- Durante la terza fase, tra le 14:41 e le 14:45:28 (EDT), il volume degli scambi aumenta vertiginosamente, trascinando i listini verso i minimi intraday con un variazione % giornaliera (dalla chiusura del giorno precedente) del 9-10%;
- Nella quarta fase, tra le 14:45 e le 15:00 circa, i listini hanno un improvviso cambio di rotta e prende piede un'accelerazione rialzista che riporta le quotazioni verso valori più normali;
- Infine, nella quinta fase, a partire dalle 15:00 circa, la maggior parte degli strumenti finanziari (azioni, ETF, indici…) hanno quasi riconquistato i valori pre-crash, confermati anche da una riduzione dei volumi di contrattazione.

### Nuovi regolamenti SEC
Nei giorni immediatamente successivi al crollo, la Securities and Exchange Commission (SEC) ha introdotto nuove regole che contenevano degli "interruttori automatici" alle contrattazioni. Le nuove disposizioni bloccano gli scambi di borsa nel caso si verifichino repentine variazioni nelle quotazioni superiori alla soglia del 10% nell'arco di 5 minuti.

### Le indagini delle autorità di borsa
Dopo quasi cinque mesi di indagini, la SEC e la Commodity Futures Trading Commission (CFTC) hanno presentato una relazione congiunta il 30 settembre 2010 denominata Findings Regarding the Market Events of May 6, 2010, in cui è raccolta ed evidenziata la sequenza di eventi che ha portato al cosiddetto Flash Crash. La relazione ha presentato il ritratto di un mercato estremamente frammentato e fragile, in cui una singola transazione di grandi dimensioni generata da un software di negoziazione ad alta frequenza della Waddell & Reed Financial ha causato una forte variazione nel prezzo delle azioni. L'ordine avrebbe riguardato una quantità insolitamente grande di contratti futures E-mini S&P 500, che – per effetto della massiccia presenza di algoritmi di negoziazioni ad alta frequenza – ha immediatamente allargato a tutto il listino gli effetti dell'operazione, causando una sensibile e veloce perdita di valore della borsa.